# Эйнарм

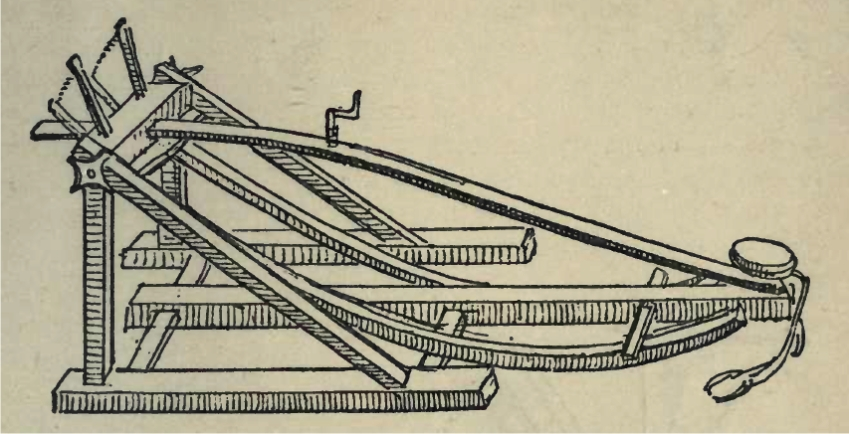
Лёгкая катапульта (эйнарм) по рисунку Варфоломея Зейтблома из немецкого города Нёрдлинген, XV век

Эйнарм (нем. Einarm — однорукий) — средневековый одноплечевой деформационный тенсионный камнемёт. По внешнему виду напоминал онагр или мангонель, но принципиальное отличие состояло в использовании деревянных досок (по другой версии — стальных пластин) в качестве упругого материала. Благодаря этому, взводя длинный метательный рычаг  посредством ручного ворота, обслуга машины добивалась того, что две длинных упругих доски выгибались как гигантские некомпозитные луки, после чего накопленная потенциальная энергия упругости древесины переходила в кинетическую энергию выброшенного камня.
Кроме того, в отличие от традиционных одноплечевых торсионных машин, эйнарм не имел характерной стопорной рамы-упора, о которую ударялся бы метательный рычаг при достижении положения в плюс-минус 10° от вертикали.

## Культурное влияние

### Кинематограф
- 12 выпуск мультсериала «Ну, погоди!» (неназванная схематично изображённая метательная машина, схожая с эйнармом).

### Компьютерные игры
- Компьютерная игра Ballerburg (фигурирует под названием «длинный Фриц»).